# 王時英 (萬曆進士)
王時英（？—？），號柱石，山西平阳府垣曲縣軍籍。

## 生平
万历四十年（1612年）壬子科陕西乡试解元，四十七年（1619年）己未科三甲三十三名進士，户部觀政，初授河南密县知县，天啓元年（1621年）调陕西朝邑县，三年調繁长安县，四年本省同考。天啓五年四月考选为四川道监察御史，管皇城，巡视南城，丁憂歸。崇祯二年四月以阉党被削籍。